# Nash Statesman
Nash Statesman – samochód osobowy klasy średniej produkowany przez amerykański koncern American Motors w latach 1950–1956.

## Pierwsza generacja

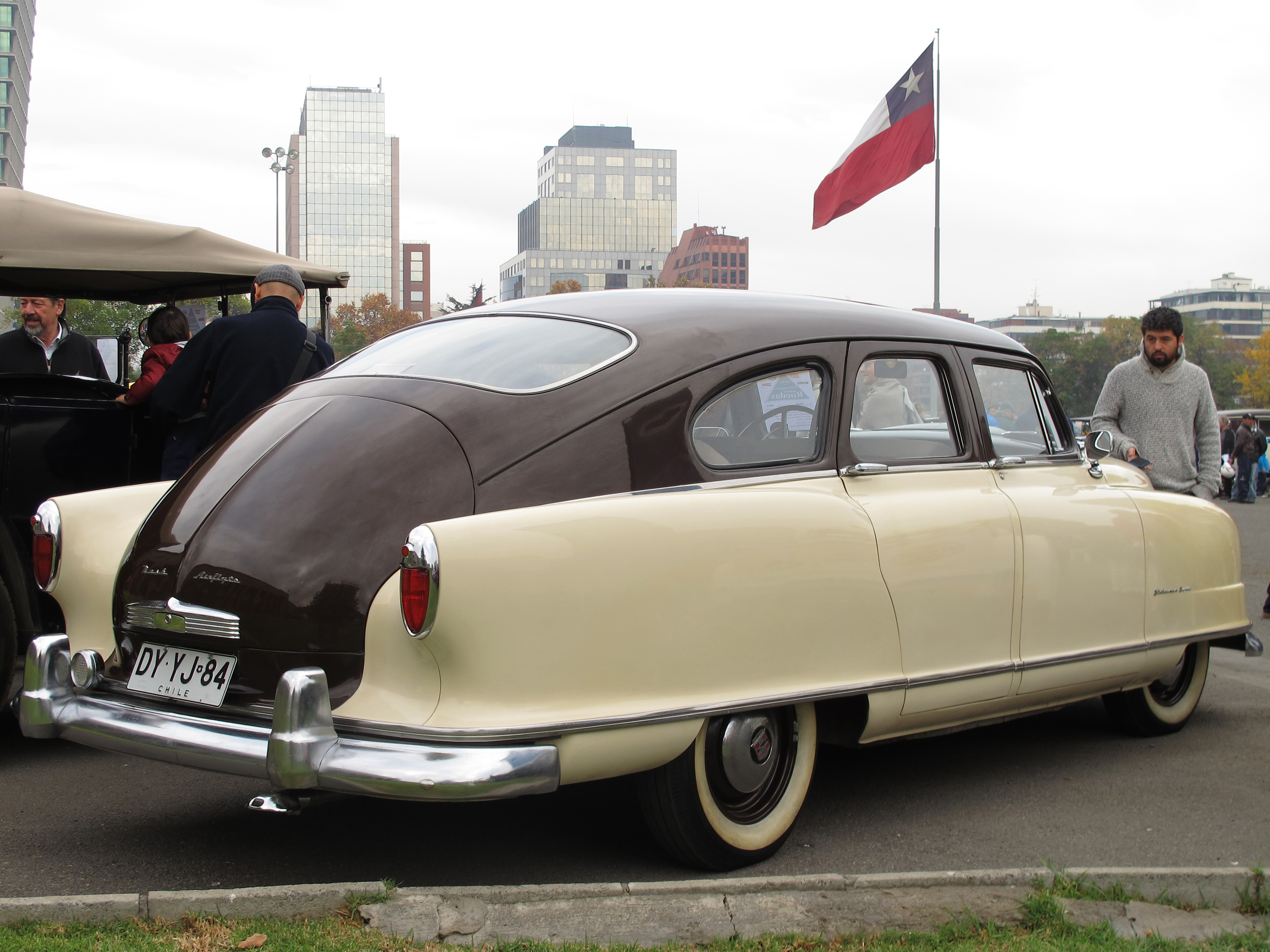
Nash Statesman I - tył

Nash Statesman I został zaprezentowany po raz pierwszy w 1950 roku.
Model Statesman zastąpił w dotychczasowej ofercie firmy Nash model 600 jako sztandarowy pojazd w ofercie. Charakterystycznymi cechami wyglądu zewnętrznego była obła sylwetka z garbato zakończonym tyłem w stylu nadwozia fastback.
Z kolei z przodu nietypowym rozwiązaniem był brak wcięć w nadkolach na koła. Dodatkowym wariantme nawoziowym było także 2-drzwiowe coupe.

### Silnik
- L6 3.0l

## Druga generacja

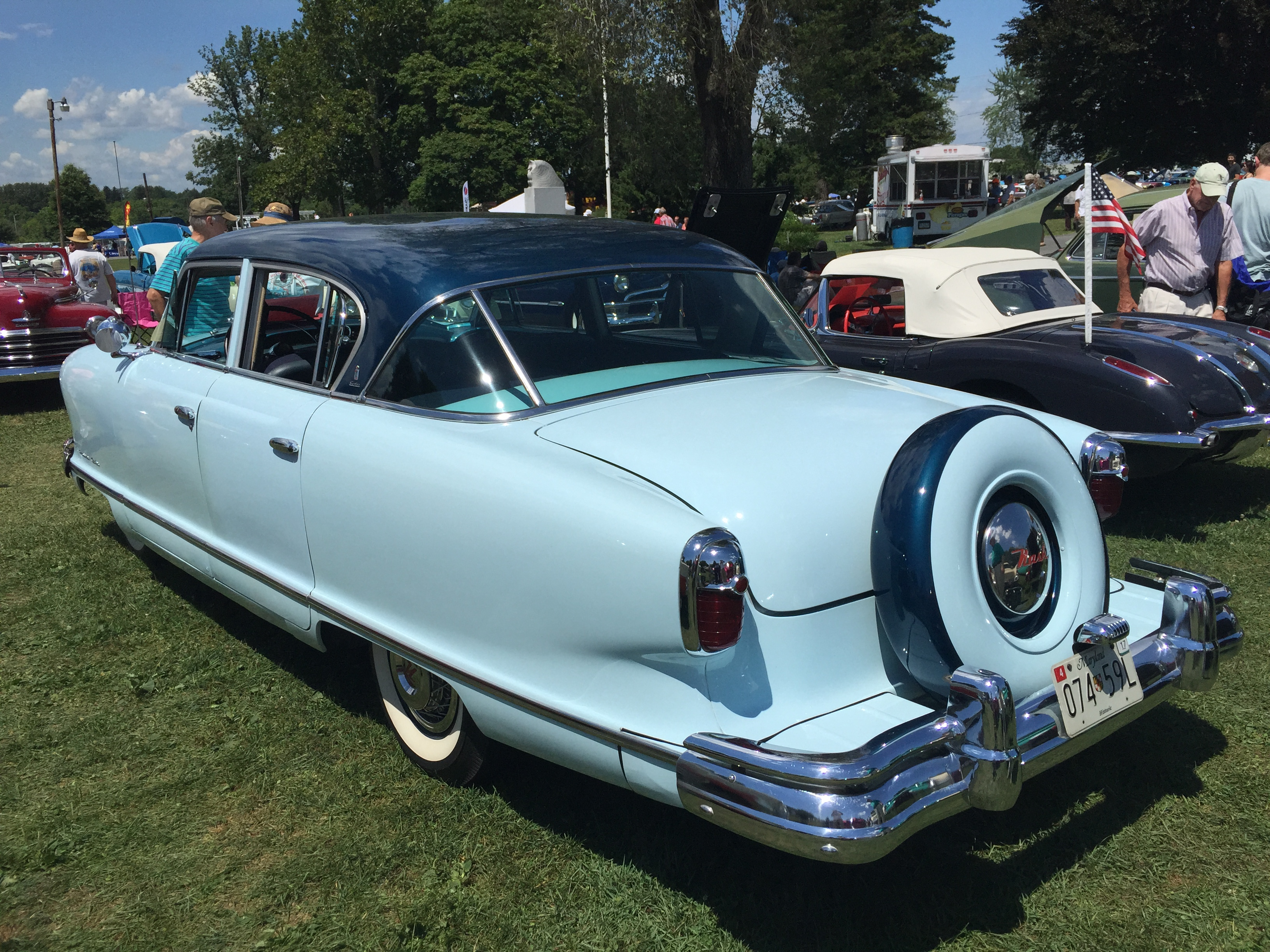
Nash Statesman II - tył

Nash Statesman II został zaprezentowany po raz pierwszy w 1952 roku.
Druga generacja modelu Statesman przeszła obszerny zakres zmian, zyskując sylwetkę klasycznej trójbryłowej limuzyny. Zachowano charakterystyczne zabudowane przednie nadkola, a ponadto pojawiły się wyraźniej zaznaczone reflektory i większa, chromowana atrapa chłodnicy. Samochód ponownie był oferowany w dwukolorowym malowaniu nadwozia.

### Silnik
- L6 3.2l